# Kilómetro Quince
Kilómetro Quince är en ort i Mexiko.   Den ligger i kommunen Pueblo Viejo och delstaten Veracruz, i den östra delen av landet, 300 km norr om huvudstaden Mexico City. Kilómetro Quince ligger 14 meter över havet och antalet invånare är 107.
Terrängen runt Kilómetro Quince är platt. Havet är nära Kilómetro Quince åt nordost. Runt Kilómetro Quince är det tätbefolkat, med 297 invånare per kvadratkilometer. Närmaste större samhälle är Tampico, 15,7 km nordost om Kilómetro Quince. Trakten runt Kilómetro Quince består till största delen av jordbruksmark.